# Campeonato Argentino de Futebol Feminino de 2018-19
O Campeonato Argentino de Futebol Feminino de 2018-19 foi a 41ª edição da competição organizada pela AFA.

## Regulamento
Disputada por 16 clubes, a Primera División foi divididas em dois grupos na fase classificatória, os clubes jogam todos contra todos em um turno dentro do grupo e disputam duas rodadas contra equipes do outro grupo. Os quatro melhores se classificam para Fase Campeonato e os quatro piores para a Fase Permanência. A Fase Campeonato é disputada em sistema de pontos corridos com 2 turnos de todos contra todos, o primeiro colocado será o campeão. A Fase Permanência também é disputada em sistema de pontos corridos com 2 turnos de todos contra todos, sendo os dois últimos rebaixados para a Segunda Divisão.

### Critérios de desempate
Caso haja empate de pontos entre dois clubes, os critérios de desempates serão aplicados na seguinte ordem (válido para cada torneio). Esses são os critérios:
1. Saldo de gols
2. Gols marcados
3. Confronto direto

### Libertadores Feminina
O campeão se classificará para a competição.

## Participantes
| Equipe           | Cidade        | Província                       |
| ---------------- | ------------- | ------------------------------- |
| Atlanta          | Buenos Aires  | Cidade Autônoma de Buenos Aires |
| Boca Juniors     | Buenos Aires  | Cidade Autônoma de Buenos Aires |
| Deportivo Morón  | Morón         | Província de Buenos Aires       |
| El Porvenir      | Gerli         | Província de Buenos Aires       |
| Estudiantes      | La Plata      | Província de Buenos Aires       |
| Excursionistas   | Buenos Aires  | Cidade Autônoma de Buenos Aires |
| Huracán          | Buenos Aires  | Cidade Autônoma de Buenos Aires |
| Independiente    | Avellaneda    | Província de Buenos Aires       |
| Lanús            | Lanús         | Província de Buenos Aires       |
| Platense         | Vicente López | Província de Buenos Aires       |
| Racing           | Avellaneda    | Província de Buenos Aires       |
| River Plate      | Buenos Aires  | Cidade Autônoma de Buenos Aires |
| San Lorenzo      | Buenos Aires  | Cidade Autônoma de Buenos Aires |
| UAI Urquiza      | San Martín    | Província de Buenos Aires       |
| UBA              | Buenos Aires  | Cidade Autônoma de Buenos Aires |
| Villa San Carlos | Berisso       | Província de Buenos Aires       |

## Fase classificatória

### Grupo A
| Pos. | Equipes         | P  | J | V | E | D | GP | GC | SG  | Classificação ou rebaixamento        |
| ---- | --------------- | -- | - | - | - | - | -- | -- | --- | ------------------------------------ |
| 1    | Racing          | 22 | 9 | 7 | 1 | 1 | 21 | 3  | +18 | Classificados para a Fase Campeonato |
| 2    | Boca Juniors    | 20 | 9 | 6 | 2 | 1 | 25 | 2  | +23 | Classificados para a Fase Campeonato |
| 3    | Lanús           | 18 | 9 | 6 | 0 | 3 | 10 | 7  | +3  | Classificados para a Fase Campeonato |
| 4    | San Lorenzo     | 17 | 9 | 5 | 2 | 2 | 18 | 11 | +7  | Classificados para a Fase Campeonato |
| 5    | Platense        | 13 | 9 | 4 | 1 | 4 | 17 | 15 | +2  | Disputam a Fase Permanência          |
| 6    | Estudiantes     | 11 | 9 | 3 | 2 | 4 | 10 | 11 | –1  | Disputam a Fase Permanência          |
| 7    | Atlanta         | 6  | 9 | 2 | 0 | 7 | 8  | 26 | –18 | Disputam a Fase Permanência          |
| 8    | Deportivo Morón | 0  | 9 | 0 | 0 | 9 | 3  | 36 | –33 | Disputam a Fase Permanência          |

### Grupo B
| Pos. | Equipes          | P  | J | V | E | D | GP | GC | SG  | Classificação ou rebaixamento        |
| ---- | ---------------- | -- | - | - | - | - | -- | -- | --- | ------------------------------------ |
| 1    | UAI Urquiza      | 25 | 9 | 8 | 1 | 0 | 62 | 6  | +56 | Classificados para a Fase Campeonato |
| 2    | River Plate      | 17 | 9 | 5 | 2 | 2 | 33 | 11 | +22 | Classificados para a Fase Campeonato |
| 3    | UBA              | 13 | 9 | 4 | 1 | 4 | 21 | 20 | +1  | Classificados para a Fase Campeonato |
| 4    | Huracán          | 11 | 9 | 3 | 2 | 4 | 13 | 19 | –6  | Classificados para a Fase Campeonato |
| 5    | Independiente    | 9  | 9 | 2 | 3 | 4 | 9  | 22 | –13 | Disputam a Fase Permanência          |
| 6    | El Porvenir      | 8  | 9 | 2 | 2 | 5 | 13 | 36 | –23 | Disputam a Fase Permanência          |
| 7    | Excursionistas   | 8  | 9 | 2 | 2 | 5 | 7  | 32 | –25 | Disputam a Fase Permanência          |
| 8    | Villa San Carlos | 7  | 9 | 2 | 1 | 6 | 11 | 24 | –13 | Disputam a Fase Permanência          |

## Fase Permanência
| Pos. | Equipes          | P | J | V | E | D | GP | GC | SG | Classificação ou rebaixamento           |
| ---- | ---------------- | - | - | - | - | - | -- | -- | -- | --------------------------------------- |
| 1    | Atlanta          | 0 | 0 | 0 | 0 | 0 | 0  | 0  | 0  |                                         |
| 2    | Deportivo Morón  | 0 | 0 | 0 | 0 | 0 | 0  | 0  | 0  |                                         |
| 3    | El Porvenir      | 0 | 0 | 0 | 0 | 0 | 0  | 0  | 0  |                                         |
| 4    | Estudiantes      | 0 | 0 | 0 | 0 | 0 | 0  | 0  | 0  |                                         |
| 5    | Excursionistas   | 0 | 0 | 0 | 0 | 0 | 0  | 0  | 0  |                                         |
| 6    | Independiente    | 0 | 0 | 0 | 0 | 0 | 0  | 0  | 0  |                                         |
| 7    | Platense         | 0 | 0 | 0 | 0 | 0 | 0  | 0  | 0  | Rebaixados à Segunda Divisão de 2019-20 |
| 8    | Villa San Carlos | 0 | 0 | 0 | 0 | 0 | 0  | 0  | 0  | Rebaixados à Segunda Divisão de 2019-20 |

## Fase Campeonato
| Pos. | Equipes      | P  | J  | V  | E | D  | GP | GC | SG  | Classificação ou rebaixamento            |
| ---- | ------------ | -- | -- | -- | - | -- | -- | -- | --- | ---------------------------------------- |
| 1    | UAI Urquiza  | 37 | 14 | 12 | 1 | 1  | 66 | 10 | +56 | Classificado à Copa Libertadores de 2019 |
| 2    | Boca Juniors | 32 | 14 | 10 | 2 | 2  | 64 | 8  | +56 |                                          |
| 3    | River Plate  | 32 | 14 | 10 | 2 | 2  | 31 | 15 | +16 |                                          |
| 4    | San Lorenzo  | 24 | 14 | 7  | 3 | 4  | 33 | 26 | +7  |                                          |
| 5    | UBA          | 11 | 14 | 3  | 2 | 9  | 19 | 53 | –34 |                                          |
| 6    | Racing       | 9  | 14 | 2  | 3 | 9  | 15 | 45 | –30 |                                          |
| 7    | Huracán      | 7  | 14 | 1  | 4 | 9  | 10 | 39 | –29 |                                          |
| 8    | Lanús        | 6  | 14 | 1  | 3 | 10 | 7  | 49 | –42 |                                          |

## Premiação
| Campeonato Argentino Feminino de 2018-19 |
| ---------------------------------------- |
| UAI URQUIZA (5º título)                  |